# شتات هندي
الشُتات الهندي هم أشخاص هنود أو من أصول هندية أو مواليد يعيشون خارج جمهورية الهند. وفقًا لتقرير وزارة الشؤون الخارجية، هنالك 32 مليون هندي أو من أصول هندية يقيمون خارج الهند.

## إطار قانوني

### هندي غير مقيم
تأكيدًا صارمًا، يشير المصطلح إلى أن غير المقيم يشير فقط إلى الحالة الضريبية للمواطن الذي، وفقًا للمادة 6 من قانون ضريبة الدخل لعام 1961، لم يقيم في الهند لفترة محددة لأغراض قانون ضريبة الدخل. تختلف معدلات ضريبة الدخل للأشخاص «المقيمين في الهند» والهنود غير المقيمين. لأغراض قانون ضريبة الدخل، تتطلب «الإقامة في الهند» البقاء في الهند لمدة 182 يومًا على الأقل في السنة المالية أو 365 يومًا موزعة على أربع سنوات متتالية و 60 يومًا على الأقل في تلك السنة. وفقًا للقانون، فإن أي مواطن هندي لا يستوفي المعايير بصفته «مقيمًا في الهند» هو غير مقيم في الهند ويتم التعامل معه على أنه هندي غير مقيم لدفع ضريبة الدخل.

### شخص من أصل هندي
شخص من أصل هندي يعني مواطنًا أجنبيًا (باستثناء مواطني باكستان، أفغانستان، بنغلاديش، الصين، إيران، بوتان، سريلانكا و/أو نيبال)، والذين:
- في أي وقت يحمل جواز سفر هندي أو
- ولد أي من والديهم/أجدادهم/أجداد أجدادهم ومقيمين بشكل دائم في الهند على النحو المحدد في قانون حكومة الهند لعام 1935 والأقاليم الأخرى التي أصبحت جزءًا من الهند بعد ذلك بشرط ألا يكون أي منهما في أي وقت مواطناً في أي من البلدان المذكورة أعلاه (على النحو المشار إليه أعلاه) أو
- هو زوج مواطن هندي أو شخص من أصول هندية.

### المواطنة الخارجية للهند
بعد جهود متعددة من قبل القادة عبر الطيف السياسي الهندي، تم إنشاء مخطط المواطنة الزائفة، «المواطنة الخارجية للهند»، والتي يشار إليها عادةً باسم بطاقة المواطنة الخارجية للهند. لا يسمح دستور الهند بالجنسية المزدوجة الكاملة. بطاقة المواطنة الخارجية للهند هي فعليًا تأشيرة طويلة الأجل، مع قيود على حقوق التصويت والوظائف الحكومية. البطاقة متاحة لبعض الأشخاص من أصول هندية، وعلى الرغم من أنها تمنح حامليها الإقامة وحقوق أخرى، إلا أنها تخضع لقيود، ولا تعتبر أي نوع من المواطنة الهندية من منظور دستوري.[بحاجة لمصدر]

## تاريخ الهجرة من الهند

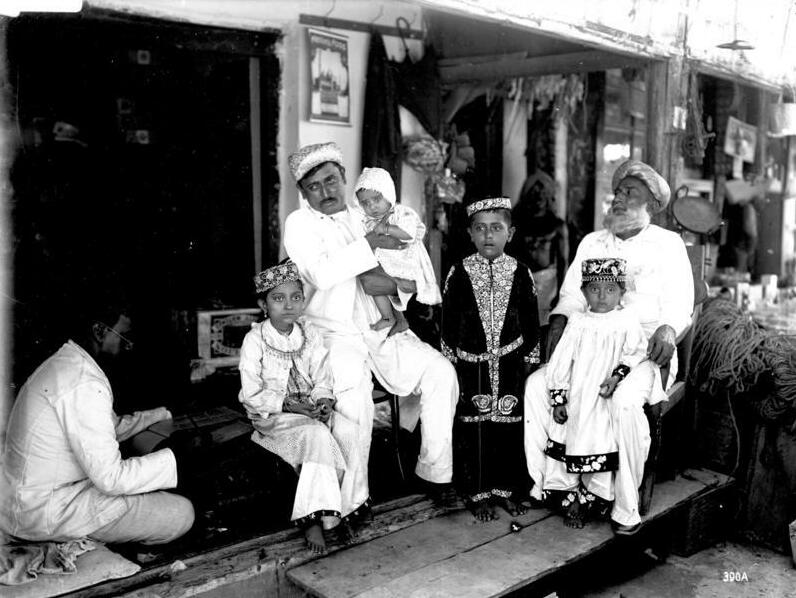
عائلة تاجر هندي في باجامويو، شرق إفريقيا الألمانية، حوالي 1906/18

### الحقبة الاستعمارية الأوروبية

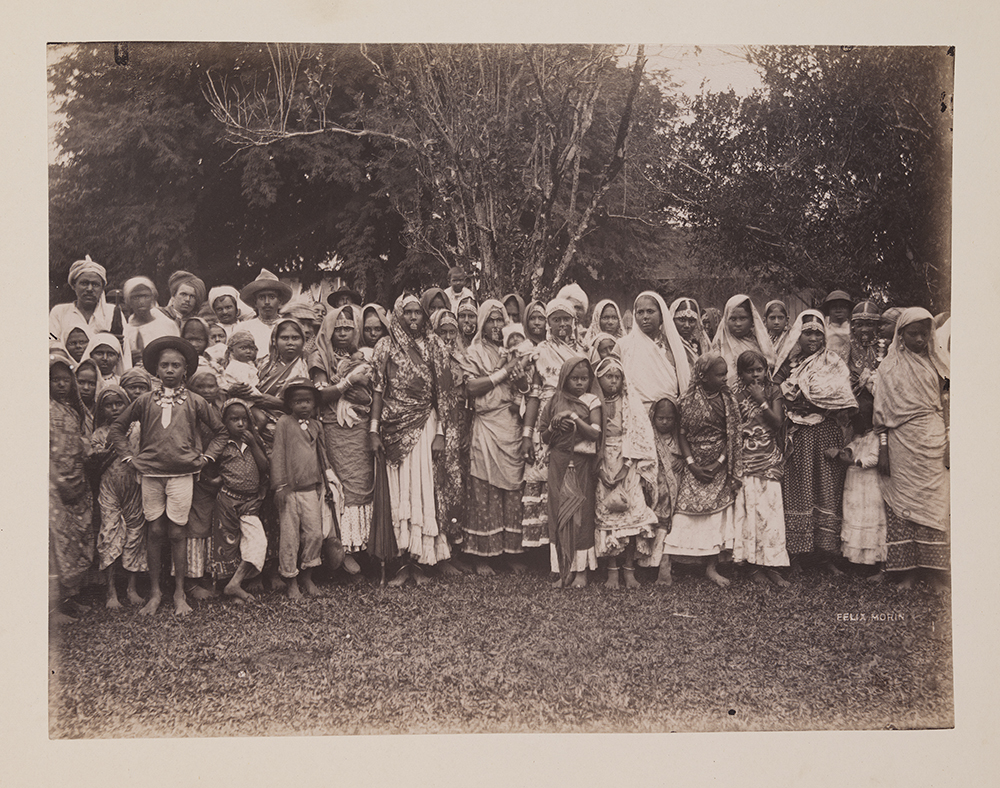
العمال الهنود المتعهدون في ترينيداد وتوباغو، حوالي 1890–1896.

خلال منتصف القرن 19 حتى نهاية الحرب العالمية الأولى، فإن الكثير من الهجرة التي حدثت كان من الرائد جيرميتياس متعاقد العمال - معظمهم يتحدثون البهوجبرية والعوضية من منطقة بوج بور من ولاية اوتار براديش وبيهار إلى المستعمرات البريطانية الأخرى في إطار نظام التعهد الهندي. كانت الوجهات الرئيسية هي موريشيوس وغيانا وترينيداد وتوباغو وسورينام وأجزاء أخرى من منطقة البحر الكاريبي (على سبيل المثال جامايكا، جوادلوب، مارتينيك، بليز، بربادوس، غرينادا، سانت فنسنت وجزر غرينادين، سانت لوسيا)، فيجي، ريونيون، سيشيل، شبه جزيرة الملايو (على سبيل المثال ماليزيا وسنغافورة)، شرق إفريقيا (على سبيل المثال كينيا والصومال وتنزانيا وأوغندا) وجنوب أفريقيا.[بحاجة لمصدر]
استقر التجار الغوجاراتيون والسنديون في بعض دول شبه الجزيرة العربية وجنوب إفريقيا ودول شرق إفريقيا، والتي كان البريطانيون يحكمون معظمها. كان الروبية الهندية العملة القانونية في العديد من دول شبه الجزيرة العربية. تم إحضار سائقي الجمال البنجابي والراجاستاني والسندي والبلوش والكشميري إلى أستراليا.

### بعد الاستقلال
على عكس الهجرة الداخلية، لم يصرح كبار القادة الحكوميون تاريخياً بآرائهم حول الهجرة الدولية. نتيجة لذلك، لا تزال قضية سياسية فقط في الولايات التي بها عدد كبير من السكان المهاجرين، مثل ولاية كيرالا والبنجاب وتاميل نادو وبدرجة أقل غوجارات وأندرا براديش وغوا. ومع ذلك، لا تزال هذه الظاهرة تشكل قوة رئيسية في العلاقات الاقتصادية والاجتماعية والسياسية للهند (الاستثمار الأجنبي المباشر) مع الدول التي تضم عددًا كبيرًا من السكان الهنود.[بحاجة لمصدر]

## ديموغرافيا حسب البلد المضيف
شاهد أيضاً: العرب في الهند

#### أرمينيا
يوجد أكثر من 28000 مواطن هندي في أرمينيا، بما في ذلك أولئك الذين يسعون للحصول على إقامة دائمة في أرمينيا، كما هو مسجل في عام 2018. في النصف الأول من عام 2018، عبر 10237 هنديًا حدود أرمينيا، وكان أكثر من 2000 طالبًا للحصول على إقامة دائمة.

#### إسرائيل
بيني إسرائيل ((بالعبرية: בני ישראל‏) «أبناء إسرائيل») هم مجموعة قديمة من اليهود هاجروا في القرن الثامن عشر من قرى في منطقة كونكان إلى المدن الهندية القريبة، في المقام الأول مومباي، ولكن أيضًا إلى بونه وأحمد أباد. في النصف الثاني من القرن العشرين، هاجر معظمهم إلى إسرائيل، حيث يبلغ عددهم الآن حوالي 85000. اللغة الأم لبني إسرائيل هي جوديو-ماراثاية، شكل من أشكال الماراثية.
مجتمع بارز آخر هاجر إلى إسرائيل بعد إنشائها هم يهود كوشين، في ولاية كيرالا (يهود كوشين)ن مجتمع له تاريخ طويل جدًا. ومن المعروف أنهم منحوا الحماية من قبل ملك ولاية كوشين الأميرية. يعود تاريخ اليهود الأوائل في هذه المنطقة، وفقًا للتقاليد المحلية، إلى عام 379 م. كان المجتمع مزيجًا من اليهود الأصليين (يُطلق عليهم «اليهود السود»)، واليهود الأوروبيون (يُطلق عليهم «اليهود البيض») الذين هاجروا إلى كوشين بعد الفتوحات الأوروبية المتتالية لكوشين. تحدثت الجالية اليهودية في كوشين بصيغة مختلفة من المالايالامية، تسمى جوديو-مالايالامية. شهد المجتمع، بعد إنشاء إسرائيل، نزوحًا جماعيًا من كوشين، ويواجه حاليًا الانقراض في الهند.
لا تزال مجموعة أخرى من الهنود لتصل في إسرائيل تنتمي إلى بني منشيه («أطفال منسى» بالعبرية בני מנשה) مجموعة من أكثر من 10,000 شخص من الهند الولايات الشمالية الشرقية الحدودية من مانيبور وميزورام، الذين يدعون النسب من أحد قبائل إسرائيل المفقودة، ويعيش الآن حوالي 3700 منهم في إسرائيل (بعضهم في مستوطنات إسرائيلية في الضفة الغربية). لغويًا، بني مسنى هي تبتية بورمية وتنتمي إلى شعوب تشين، ميزو وكوكي (المصطلحات قابلة للتبادل تقريبًا). إن التحرك لتحويلهم إلى اليهودية وإحضارهم إلى إسرائيل مثير للجدل سياسياً في كل من الهند وإسرائيل.

#### الخليج
بعد طفرة النفط في السبعينيات في الشرق الأوسط، هاجر العديد من الهنود من ولاية كيرالا، مستفيدين من العلاقات التاريخية الوثيقة مع «الخليج» بالإضافة إلى نقص العمالة الماهرة من إفريقيا المجاورة والشرق الأوسط. كانت المراكز الحضرية الكبرى مثل دبي، أبو ظبي، الدوحة، والمنامة تشهد طفرة تنموية وعمل آلاف الهنود في صناعات البناء.
منذ أوائل العقد الأول من القرن الحادي والعشرين، وصل عدد كبير من الهنود إلى المنطقة، وتولوا وظائف عالية المهارات في مجال الأعمال والصناعة. تحافظ الشركات الهندية الكبرى على وجود إقليمي قوي هناك بينما يقع مقر بعضها هناك.
هناك عدد كبير من الهنود غير المقيمين في غرب آسيا، يأتي معظمهم من كيرالا وحيدر أباد. إنهم يعملون كمهندسين وأطباء ومحامين وعمال وفي وظائف كتابية.[بحاجة لمصدر] عكس أوروبا وأمريكا، فإن معظم البلدان في غرب آسيا لا تمنح الجنسية أو الإقامة الدائمة لهؤلاء الهنود، مهما طالت مدة بقائهم هناك. يميل سكان الهنود غير المقيمين إلى الادخار وتحويل مبالغ كبيرة إلى معاليهم في الهند. وتشير التقديرات إلى أن هذه التحويلات قد تزيد عن 10 مليارات دولار أمريكي سنويًا (بما في ذلك التحويلات عن طريق القنوات الرسمية وغير الرسمية في 2007–2008). تعني السهولة النسبية التي يمكن بها للناس السفر إلى وطنهم أن العديد من الهنود غير المقيمين في الخليج وغرب آسيا يحافظون على روابط وثيقة بالثقافة الهندية، حيث يسافر الأشخاص في كثير من الأحيان مرتين أو ثلاث مرات في السنة، خاصة خلال فترة العطلة، بينما يعيش البعض في الهند لمدة عدة أشهر كل عام. يسمح التلفزيون الفضائي للعديد من الهنود غير المقيمين باستهلاك وسائل الإعلام والترفيه الهندية، وهناك مسلسلات تلفزيونية تستهدف مجتمع الهنود غير المقيمين في دول الخليج. تحدث العروض الحية والفعاليات الثقافية، مثل فرقة تيتار فور غونز (Tiarts for Goans) الذين يعيشون في الإمارات العربية المتحدة، في كثير من الأحيان يتم تنظيمها من قبل مجموعات المجتمع.

## روابط خارجية
- مكتب الهجرة الهند
- الهنود غير المقيمين - البوابة الوطنية للهند